# ماري بيث ليونارد
ماري بيث ليونارد (بالإنجليزية: Mary Beth Leonard)‏ هي دبلوماسية أمريكية، ولدت في 1962.